# Teradata
Teradata Corporation è una società specializzata in software di analisi di database e big data e consulenza IT strategica. La società è stata fondata nel 1979 a Brentwood, in California, sulla base di una collaborazione tra i ricercatori del Caltech e il Citibank Advanced Technology Group. La sede è a San Diego, California. Teradata sviluppa software aziendale per database e analisi dei dati e lo offre su abbonamento. L'azienda è rappresentata in questi segmenti di mercato con i prodotti e servizi Business Analytics, Cloud Platforms e Consulting. Opera in Nord e America Latina, Europa, Medio Oriente, Africa e Asia.

## Storia

### Fondazione e fase di crescita
La società è nata da una cooperazione tra il California Institute of Technology e il Citibank Advanced Technology Group ed è stata fondata nel 1979 a Brentwood, in California. Teradata ha introdotto il suo computer DBC/1012, specializzato in calcoli di database, nel 1984. Nel 1990, Teradata ha acquisito Sharebase (originariamente Britton Lee), un fornitore di database relazionali, Teradata è stata acquisita da NCR Corporation a dicembre 1991. Teradata ha costruito il primo sistema con più di 1 terabyte per Wal-Mart nel 1992.
Nel 2000, Value Analyzer, la prima applicazione di classe enterprise di Teradata per la misurazione dettagliata della redditività dei clienti, viene introdotta presso la Royal Bank of Canada e viene acquisito il Canadian Stirling Douglas Group. Ciò ha significato un'espansione delle applicazioni analitiche per la gestione della catena della domanda. Con il rilascio di Teradata Warehouse 7.0 nel 2002, per la prima volta nell'area del data warehousing, il processo decisionale è stato esteso oltre la gestione aziendale all'intera azienda. L'anno successivo, più di 120 clienti sono migrati a Teradata dopo l'inizio del programma di migrazione da Oracle a Teradata. Allo stesso tempo, viene istituita la Teradata University Network per promuovere la consapevolezza del data warehousing nella comunità accademica. Nella rete sono inizialmente rappresentate quasi 170 università di 27 paesi. Entro il 2007 più di 850 università di quasi 70 paesi si uniranno a questa rete.

### IPO e sviluppi attuali
Teradata ha acquisito diverse società da quando è stata quotata in borsa nel 2007. Nel marzo 2008, Teradata ha rilevato la società di servizi professionali Claraview, da cui era precedentemente emerso il fornitore di software Clarabridge. Altre società erano il fornitore di sistemi DBM orientati alle colonne Kickfire, seguito dalla società di software di marketing Aprimo e nel 2011 Aster Data Systems. La partnership esistente con SAP verrà ampliata nel 2009 con la migrazione di SAP NetWeaver Business Warehouse al database Teradata.
Oltre al fornitore di prodotti per la gestione delle informazioni Revelytix, al fornitore di servizi Hadoop Think Big Analytics e ad altre società informatiche americane, Teradata ha acquisito nel 2016 la società di servizi britannica Big Data Partnership. A questo è seguita nel 2017 l'acquisizione di StackIQ, il creatore del software Stacki.
Con Teradata Vantage, una moderna piattaforma software è stata offerta nel cloud dal 2018. Inizialmente, Teradata era disponibile su Amazon. Dal 2019, è disponibile anche su Microsoft Azure; dal 2020, la partnership con Google Cloud completa l'offerta.

## Struttura aziendale

### Forma Giuridica
La società, fondata nel 1979, è una società quotata indipendente dal 1 ottobre 2007. Le azioni ordinarie di Teradata Corporation sono quotate alla Borsa di New York con il simbolo TDC.

### Gestione
Il consiglio di amministrazione è composto da Steve McMillan (Presidente e Amministratore delegato), Hillary Ashton (Chief Product Officer), Claire Bramley (Chief Financial Office, Stephen Brobst (Chief Technology Officer), Nicolas Chapman (Chief Strategy Officer), Todd Cione (Chief Revenue Officer), Kathleen Cullen-Cote (Chief Human Resources Officer), Martyn Etherington (Chief Marketing Officer), Dan Harrington (Chief Services Officer) e Molly Treese (Chief Legal Officer).

### Dipendenti e sedi
Al 31 dicembre 2019, Teradata impiegava oltre 8.500 persone in tutto il mondo. Oltre alla sede aziendale a San Diego, in California, Teradata ha altre grandi sedi negli Stati Uniti ad Atlanta e San Francisco, dove si trovano la ricerca e lo sviluppo dei data center. In Italia, Teradata ha sede a Roma e Milano. L'azienda gestisce un totale di 54 sedi in Nord e Sud America, Europa, Asia e Africa a partire da febbraio 2021. 15 strutture di ricerca e sviluppo sono mantenute all'interno dell'azienda.

## Tecnologia, prodotti e partnership
Teradata offre ai suoi clienti tre prodotti e servizi centrali: data warehousing su cloud e hardware, analisi aziendale e servizi di consulenza. Teradata Everywhere sarà lanciato nel settembre 2016, consentendo agli utenti di inviare richieste a database pubblici e privati. Il servizio utilizza un'enorme elaborazione parallela su database fisici e cloud storage, inclusi ambienti gestiti come Amazon Web Services, Microsoft Azure, VMware, Managed Cloud di Teradata e IntelliFlex.
Dal 2017 viene offerto Teradata IntelliCloud, un cloud gestito sicuro per l'analisi dei dati come software-as-a-service. IntelliCloud è compatibile con la piattaforma di database di Teradata, IntelliFlex.

### Teradata Vantage
Teradata ha introdotto la piattaforma di analisi Vantage nell'ottobre 2018. Alla fine del 2019, sono seguite le estensioni con Vantage Analyst e Vantage Customer Experience, progettate appositamente per analisti aziendali e professionisti del marketing. Vantage è costituito da diversi motori di analisi in un database relazionale di base, tra cui il motore MPP, il database dei grafici Aster e un motore di apprendimento automatico. Vantage combina data lake, data warehouse e analisi dei dati e integra diverse fonti e formati di dati (incl. JSON, BSON, XML, Avro, Parquet, CSV) e linguaggi informatici come SQL, R, Python e SAS e strumenti come Jupyter Notebook e RStudio. La piattaforma di analisi può essere distribuita localmente (on-premise), nel cloud pubblico (tramite Google Cloud, AWS e Microsoft Azure), in un ambiente ibrido multi-cloud o su hardware commodity con VMware. Nell'aprile 2020, la società di analisi IT Forrester Research ha nominato la società "Leader" per la sua offerta di prodotti.

### Partnership
L'azienda ha più di 100 partnership strategiche con aziende tecnologiche indipendenti, fornitori di software, integratori di sistemi globali e regionali, distributori di software open source, società di consulenza IT e università.
Partner dell'alleanza
I partner tecnologici includono NVIDIA e Cisco, così come Microsoft, AWS e Google Cloud. Per esempio, Teradata sta collaborando con NVIDIA per la ricerca e lo sviluppo nelle aree dell'intelligenza artificiale e del deep learning, con Cisco nelle aree dell'IoT e delle smart cities, e con il Volkswagen Industrial Cloud e la Open Manufacturing Platform, un'alleanza globale per l'IoT industriale e l'Industrie 4.0. Teradata ha anche stabilito partnership con i tre principali fornitori di cloud pubblici del mondo, Amazon Web Services (AWS), Microsoft Azure e Google Cloud Platform, per fornire ai suoi clienti soluzioni di analisi dei dati in modo flessibile dal cloud.
Integratori di sistema
I system integrator si occupano dello sviluppo, dell'implementazione e dell'integrazione di soluzioni e applicazioni di analisi per il cliente comune. Con le partnership strategiche di società globali di consulenza e integrazione di sistemi come Accenture o Capgemini, è possibile ottenere una vasta esperienza industriale e tecnologica nello sviluppo di soluzioni aziendali. Nel 2019 è stata costituita una partnership con Deutsche Telekom per sostenere la trasformazione digitale delle piccole e medie imprese in Germania. L'obiettivo è quello di accedere all'analisi dei dati per ottenere le intuizioni necessarie alla crescita e all'innovazione.